# Weedsport
Weedsport es una villa ubicada en el condado de Cayuga en el estado estadounidense de Nueva York. En el año 2000 tenía una población de 2,017 habitantes y una densidad poblacional de 799 personas por km².

## Geografía
Weedsport se encuentra ubicada en las coordenadas 43°2′52″N 76°33′46″O / 43.04778, -76.56278.

## Demografía
Según la Oficina del Censo en 2000 los ingresos medios por hogar en la localidad eran de $40,331, y los ingresos medios por familia eran $45,673. Los hombres tenían unos ingresos medios de $36,042 frente a los $25,625 para las mujeres. La renta per cápita para la localidad era de $18,102. Alrededor del 7.1% de la población estaban por debajo del umbral de pobreza.